# 908
| Calendário gregoriano                                                        | 908 CMVIII                                            |
| Ab urbe condita                                                              | 1661                                                  |
| Calendário arménio                                                           | 357 – 358                                             |
| Calendário bahá'í                                                            | -936 – -935                                           |
| Calendário budista                                                           | 1452                                                  |
| Calendário chinês                                                            | 3604 – 3605 Início a 5 de fevereiro (aproximadamente) |
| Calendário copta                                                             | 624 – 625                                             |
| Calendário etíope                                                            | 900 – 901                                             |
| Calendários hindus - Vikram Samvat - Calendário nacional indiano - Cáli Iuga | 963 – 964 829 – 830 4008 – 4009                       |
| Calendário Holoceno                                                          | 10908                                                 |
| Calendário islâmico                                                          | 295 – 296                                             |
| Calendário judaico                                                           | 4668 – 4669                                           |
| Calendário persa                                                             | 286 – 287                                             |
| Calendário rúnico                                                            | 1158                                                  |
| Calendário solar tailandês                                                   | 1451                                                  |

908 (CMVIII na numeração romana) foi um ano bissexto do século X do Calendário Juliano, da Era de Cristo, teve início a uma sexta-feira e terminou a um sábado e as suas letras dominicais foram  C e B (52 semanas).
No território que viria a ser o reino de Portugal estava em vigor a Era de César que já contava 946 anos.
| Ano completo                          |
| ------------------------------------- |
| Ano bissexto com início à sexta-feira |